# Rudolf Ströbinger
Rudolf Ströbinger (* 5. März 1931 in Milleschitz, Tschechoslowakei; † 1. Dezember 2005 in Hage, Ostfriesland) war ein tschechisch-deutscher Journalist, Publizist und Autor.

## Leben
Rudolf Ströbinger wurde in Südmähren in der Tschechoslowakei geboren. Nach Studium und Promotion war er bis 1968 als stellvertretender Chefredakteur der Prager Tageszeitung Lidová Demokracie (deutsch Volksdemokratie) tätig.
Wegen seines Engagements für den Prager Frühling im Jahr 1968 war er einer der ersten tschechischen Journalisten, die nach dessen Niederschlagung bei der „Normalisierung“ mit einem umfassenden Publikationsverbot belegt wurden. Aufgrund der Einschränkungen seiner Arbeit übersiedelte er mit seiner Frau Vera Ströbinger und seiner damals 8-jährigen Tochter in die Bundesrepublik Deutschland ins Exil. Ströbinger war zeitweise Leiter der tschechoslowakischen Redaktion bei der Deutschen Welle in Köln.
22 Jahre lang war Ströbinger als Präsident in dem zum Internationalen PEN gehörenden Zentrum Schriftsteller im Exil deutschsprachiger Länder (Exil-PEN Club) engagiert.
Rudolf Ströbinger hat rund 20 Bücher veröffentlicht, die sich im Rahmen der Politik und Zeitgeschichte bewegen. Seine Werke Das Rätsel Wallenberg, Stalin enthauptet die Rote Armee – der Fall Tuchatschewsky und Schicksalsjahre an der Moldau wurden international bekannt.
Für seine Verdienste erhielt er 2002 das Bundesverdienstkreuz am Bande.
Er starb am 1. Dezember 2005 nach Krankheit in Hage in Ostfriesland, wo er nach seiner Kölner Zeit noch viele Jahre mit seiner Frau gelebt hatte.

## Werke
- A-54. Spion mit drei Gesichtern. List Verlag München 1965
- Anatomie eines Staatsstreichs. Wege zur neuen Weltrevolution. Edition Interfrom AG Zürich 1977, Verlag A.Fromm, Osnabrück, ISBN 3-7201-5098-4
- Roter Kolonialismus. Minderheiten im Ostblock. 1981, ISBN 3-7201-5131-X
- Das Rätsel Wallenberg. Burg Verlag Stuttgart 1982, ISBN 3-922801-99-4
- Anatomie eines Staatsstreichs. Neue Wege zur neuen Weltrevolution. Fromm 1982, ISBN 3-7201-5098-4
- Der Mord am Generalsekretär: Stalins größter Schauprozess. Der Slansky Prozess in Prag. 1983, ISBN 3-922801-39-0
- Poker um Prag. Edition Interform 1985, ISBN 3-7201-5181-6
- Schicksalsjahre an der Moldau: Die Tschechoslowakei – Siebzig Jahre einer Republik. 1988, ISBN 3-925825-12-6
- Stalin enthauptet die Rote Armee. Ullstein 1992, ISBN 3-548-33164-5
- Das Attentat von Prag. Verlag Politisches Archiv, Landshut 1976